# Anthem of the Sun
Anthem of the Sun (с англ. — «Гимн Солнцу») — второй студийный альбом группы Grateful Dead, выпущенный в 1968 году. Это первый альбом с участием Микки Харта, второго барабанщика, который присоединился к группе в сентябре 1967 года. В 2003 году диск попал на 287-е место в рейтинге журнала Rolling Stone — 500 величайших альбомов всех времён.
В 2018 году в честь 50-летия альбома вышло делюкс-издание, включающее варианты микширования альбома 1968 и (более распространённого) 1971 года, а также концерт 22 октября 1967 года в Winterland, Сан-Франциско (первая известная запись группы с Мики Хартом).

## Об альбоме
Группа начала запись в ноябре 1967 года, в Северном Голливуде со своим старым продюсером — Дэвидом Хассингером. Тем не менее, Grateful Dead собирались проделать гораздо более тщательную студийную работу, чем во времена первого альбома, и попытаться перевести своё живое звучание в студию.
В декабре того же года группа и Хассингер переместились в Нью-Йорк, где они прошли через две студии — Century Sound и Olmstead Studios.
Через некоторое время Хассингер начал всё больше разочаровываться в весьма размеренном темпе записи, и, к тому времени как группа записала всего три песни в студии Century Sound, полностью отстранился от проекта. Сообщалось, что он ушёл после того, как гитарист группы Боб Вейр попросил создать в студии иллюзию «плотного воздуха» (thick air); Хассингер так прокомментировал это: 

Пели они еле как [новые песни, записанные в Нью-Йорке], и экспериментировали чересчур много, по моему мнению. Они и сами не знали, что они, к чёрту, ищут. Оригинальный текст (англ.)Nobody could sing [the new tracks recorded in NYC], and at that point they were experimenting too much in my opinion. They didn't know what the hell they were looking for."
Гарсия заметил, что 

 Мы сами хотим узнать как работает студия. Мы не хотим, чтобы кто-то ещё занимался этим. Это наша музыка, и мы хотим всё сделать сами.Оригинальный текст (англ.)we want[ed] to learn how the studio work[ed]. We [didn't] want somebody else doing it. It's our music, we want[ed] to do it.
Вскоре группа пригласила нового звукорежиссёра, Дина Хили, чтобы помочь им в студии с записью оставшегося материала. Они направились назад, в San Francisco’s Coast Recorders. Между записями в Нью-Йорке и Лос-Анджелесе группа давала концерты. Леш позже утверждал, что это было отчасти из-за того, что песни не были «испытаны дорогой» (road tested). Хили, Гарсия и Леш взяли записи этих концертов (два выступления в Лос-Анджелесе с ноября 1967 года, турне по Северо западному побережью в январе — феврале 1968 и Калифорнийское турне в феврале — марте 1968 года) и начали совмещать их с уже записанными композициями. Гарсия назвал это «смешиванием для галлюцинаций» (mix[ing] it for the hallucinations).

## Список композиций
Сторона 1
1. «That’s It for the Other One» — 7:40
  - I. «Cryptical Envelopment» (Джерри Гарсия)
  - II. «Quadlibet for Tenderfeet» (Гарсия, Билл Кройцман, Фил Леш, Рон МакКернан, и Боб Вейр)
  - III. «The Faster We Go, The Rounder We Get» (Кройцман и Вейр)
  - IV. «We Leave the Castle» (Том Константен)
2. «New Potato Caboose» (Леш и Роберт Петерсен) — 8:26
3. «Born Cross-Eyed» (Вейр) — 2:04

Сторона 2
1. «Alligator» (Роберт Хантер, Леш и МакКернан) — 11:20
2. «Caution (Do Not Stop on Tracks)» (Гарсия, Кройцман, Леш, МакКернан и Боб Вейр) — 9:37

Дополнительные композиции переиздания 2003 года
1. «Alligator» (live) (Хантер, Леш и МакКернан) — 18:43
2. «Caution (Do Not Stop on Tracks)» (live) (Гарсия, Кройцман, Леш, МакКернан и Вейр) — 11:38
3. «Feedback» (live) (Гарсия, Кройцман, Леш, МакКернан и Вейр) — 6:58
4. «Born Cross-Eyed» (сингл) (Вейр) — 2:55

## Участники записи
Grateful Dead
- Джерри Гарсия — соло-гитара, казу, вокал, аранжировка
- Микки Харт — ударные,
- Билл Кройцман — ударные
- Фил Леш — бас-гитара, клавесин, литавры, труба, вокал
- Рон МакКернан — клавишные, орган Хаммонда, вокал
- Боб Вейр — гитара, ритм-гитара, двенадцатиструнная гитара, вокал

Дополнительный персонал
- Том Константен — пианино, аранжировка
- Дэвид Хассингер — сопродюсер
- Дэн Хили — звукорежиссёр
- Роберт Хантер — тексты
- Боб Мэтьюс — помощник звукорежиссёра